# سال آدلر
سال آدلر (انگلیسی: Saul Adler؛ ۱۷ مهٔ ۱۸۹۵ – ۲۵ ژانویهٔ ۱۹۶۶ ) یک دانشمند در زمینه انگل‌شناس اهل بریتانیا بود.
وی همچنین برنده جوایزی همچون جایزه اسرائیل شده است.